# Kilcoy Castle
Kilcoy Castle ist ein Tower House bei Muir of Ord auf der Halbinsel Black Isle in der schottischen Grafschaft Ross-shire, die heute Teil der Council Area Highland ist. Das Gebäude mit Z-förmigem Grundriss stammt aus der Zeit vor 1618, möglicherweise sogar aus dem Jahre 1580 (dann zeitgenössisch mit Dalcross Castle).

## Geschichte
Die Burg ließ die Familie Stewart schon 1580 errichten und Alexander Mackenzie, dritter Sohn von Colin Cam Mackenzie of Kintail, ließ sie um 1618 fertigstellen. Da er die Witwe von Sir James Stewart von Kilcoy am 15. August 1611 geheiratet hatte, bekam er eine Charta für die Ländereien von Kilcoy vom 18. Juli 1616 und eine weitere Charta für das Baronat Kilcoy vom 29. Januar 1618. Das Anwesen wurde in der männlichen Linie der Mackenzies von Kilcoy bis zum Tod von Sir Evan Mackenzie, 2. Baronet, 1883 vererbt. Dann erbte dessen älteste Tochter, die einen Colonel Burton heiratete.
Das Tower House verfiel Ende des 18. und im 19. Jahrhundert. 1891 wurde es von den Architekten Ross und McBeth aus Inverness restauriert, die ebenfalls einen vierstöckigen Flügel nördlich anbauten.

## Beschreibung
Die Burg ist ein Tower House mit Z-förmigem Grundriss. Es hat vier Stockwerke und zwei Rundtürme an gegenüberliegenden Ecken. Sie hat Staffelgiebel. Das Dach ist mit Schiefer gedeckt und hat Gauben, vermutlich vom Ende des 17. Jahrhunderts. Man findet viele Schießscharten.

## Heute
Kürzlich wurde die Burg verkauft. Ihre Gärten sind regelmäßig unter dem Scotland’s-Gardens-Programm öffentlich zugänglich. Historic Scotland hat das Tower House als historisches Bauwerk der Kategorie A gelistet.